# 리들리잎코박쥐
리들리잎코박쥐 또는 리들리둥근잎박쥐, 싱가포르둥근잎관박쥐(Hipposideros ridleyi)는 잎코박쥐과에 속하는 박쥐의 일종이다. 인도네시아와 브루나이, 말레이시아, 싱가포르에서 발견된다. 자연 서식지는 아열대 또는 열대 기후 지역 습지이다. 서식지 감소로 위협을 받고 있다.